# Yola (djur)
Yola är ett släkte av skalbaggar. Yola ingår i familjen dykare.

## Dottertaxa tillYola, i alfabetisk ordning[1]
- Yola alluaudi
- Yola babaulti
- Yola batekensis
- Yola bertrandi
- Yola bicarinata
- Yola bicostata
- Yola bicristata
- Yola bistroemi
- Yola buettikeri
- Yola consanguinea
- Yola costipennis
- Yola counselli
- Yola cuspis
- Yola darfurensis
- Yola deviata
- Yola dilatata
- Yola dohrni
- Yola endroedyi
- Yola enigmatica
- Yola ferruginea
- Yola fluviatica
- Yola frontalis
- Yola gabonica
- Yola grandicollis
- Yola indica
- Yola intermedia
- Yola kivuana
- Yola marginata
- Yola mocquerysi
- Yola natalensis
- Yola nigrosignata
- Yola nilgirica
- Yola ocris
- Yola orientalis
- Yola panelii
- Yola peringueyi
- Yola pinheyi
- Yola porcata
- Yola senegalensis
- Yola simulantis
- Yola subcostata
- Yola subopaca
- Yola swierstrai
- Yola tschoffeni
- Yola tuberculata
- Yola wraniki